# Monastero di Santa María la Real (Obona)
Il monastero di Santa María la Real de Obona, è un tempio benedettino situato nella località di Obona del comune asturiano di Tineo, nel nord della  Spagna, dichiarato Monumento Nazionale il 14 maggio 1982.
Il monastero primitivo fu fondato dal Re delle Asturie Silo col figlio, Adelgaster,  come risulta da un documento, datato 780 (Addelgaster filius Silonis Regis).
L'attuale edificio fu iniziato nel secolo XIII.

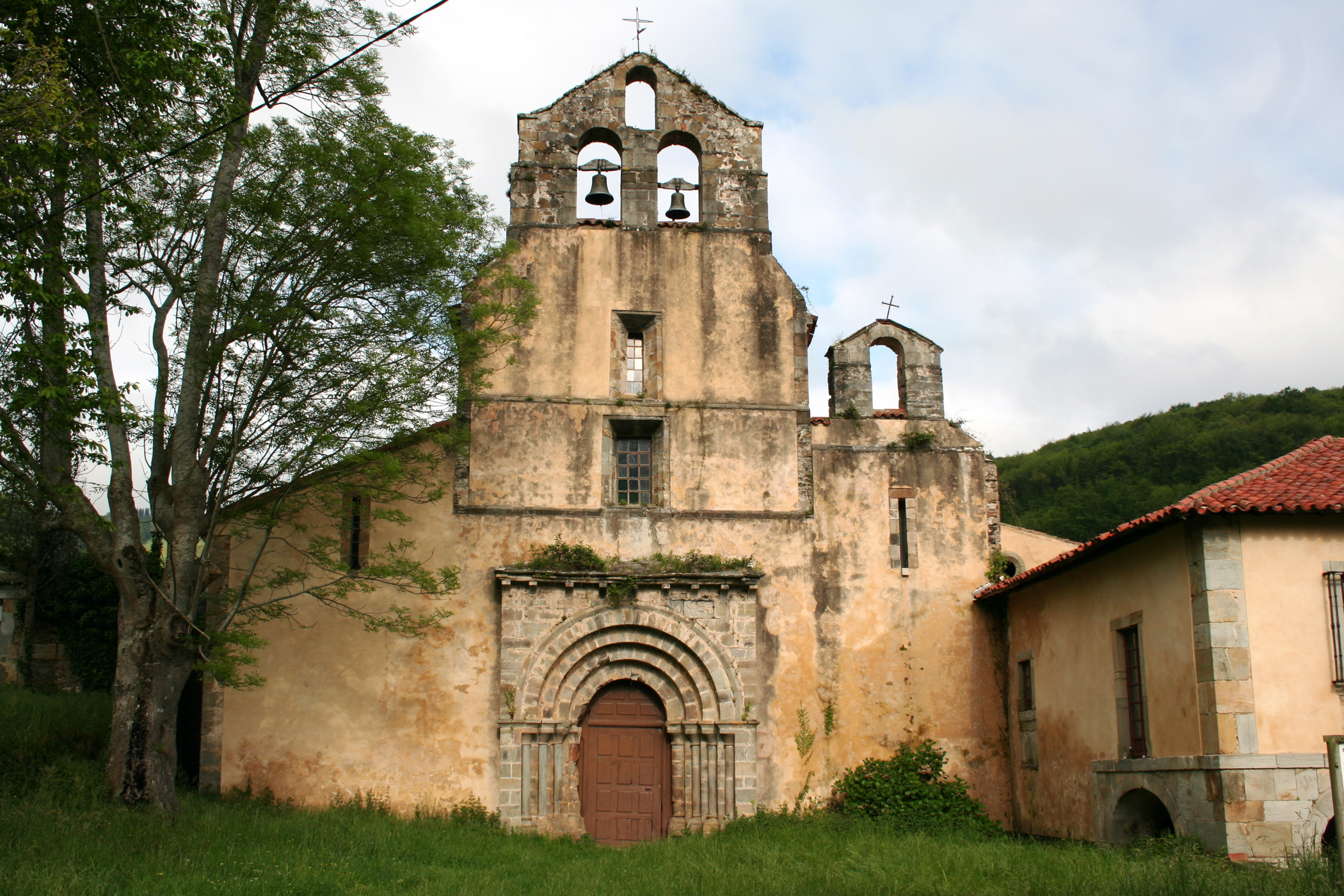
Chiesa del monastero.

La chiesa del monastero, a tre navate, con la centrale più alta, all'interno conserva un crucifisso romanico del secolo XII.

## Galleria d'immagini

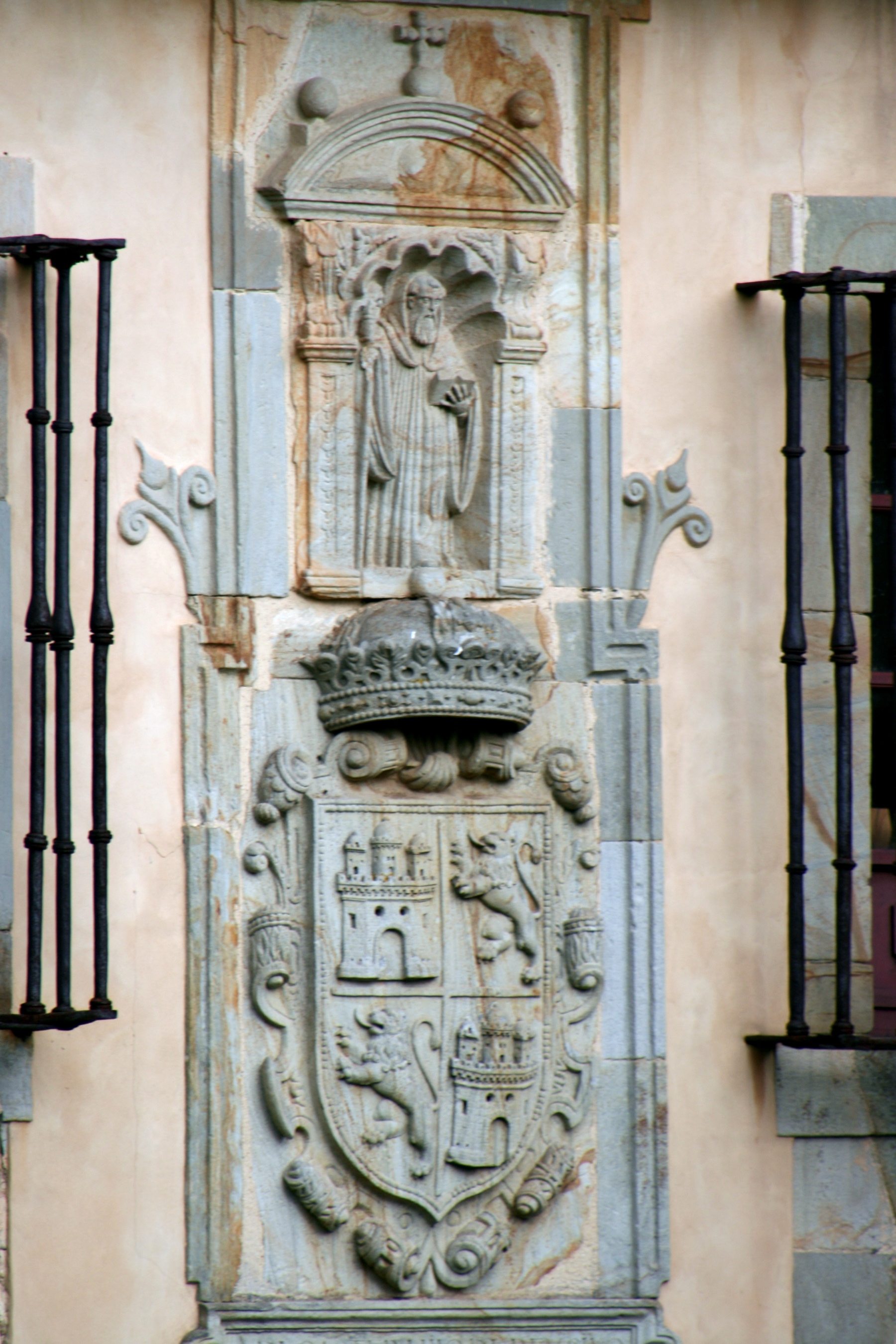
Scudo della facciata del monastero
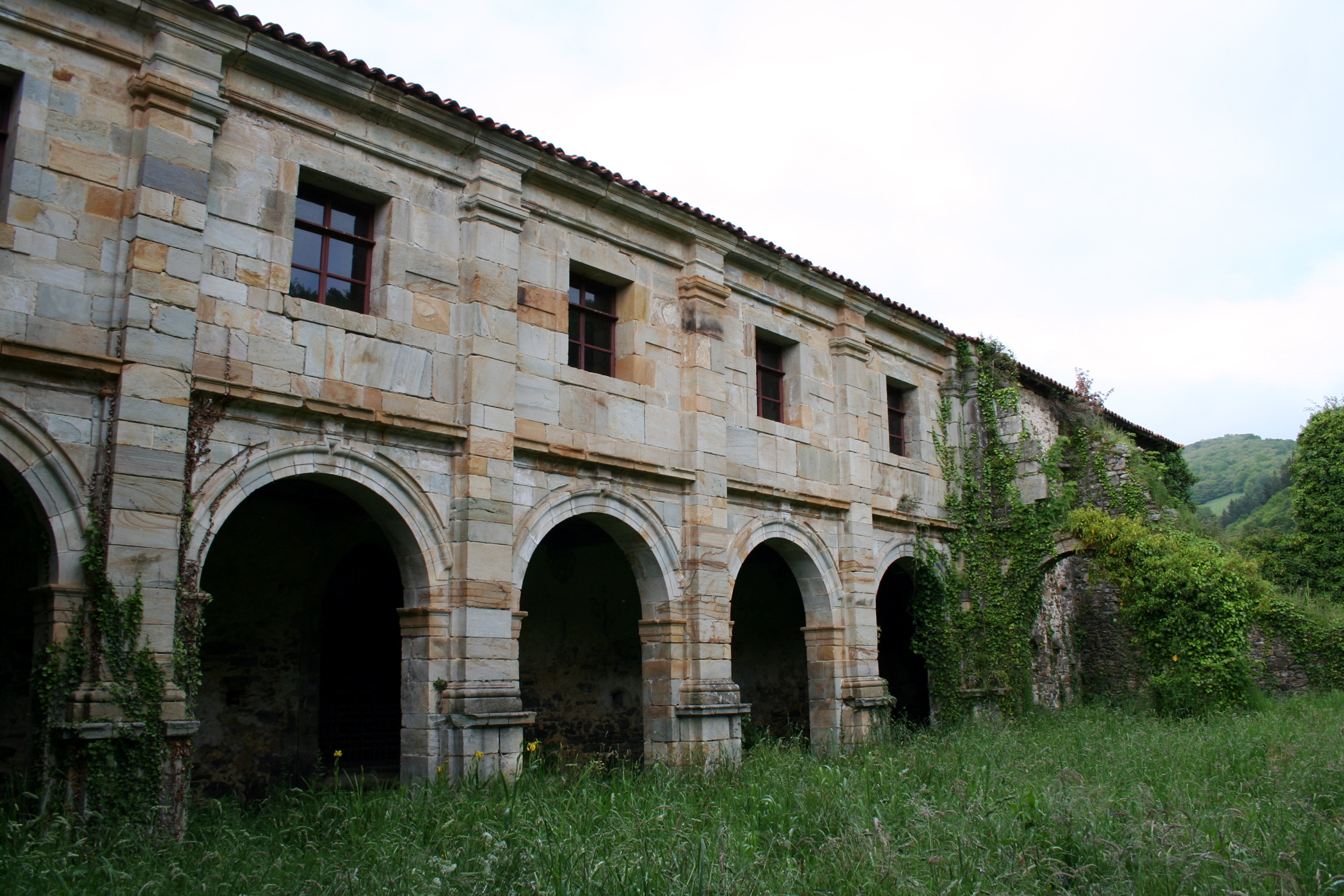
Chiostro di Santa María Real de Obona
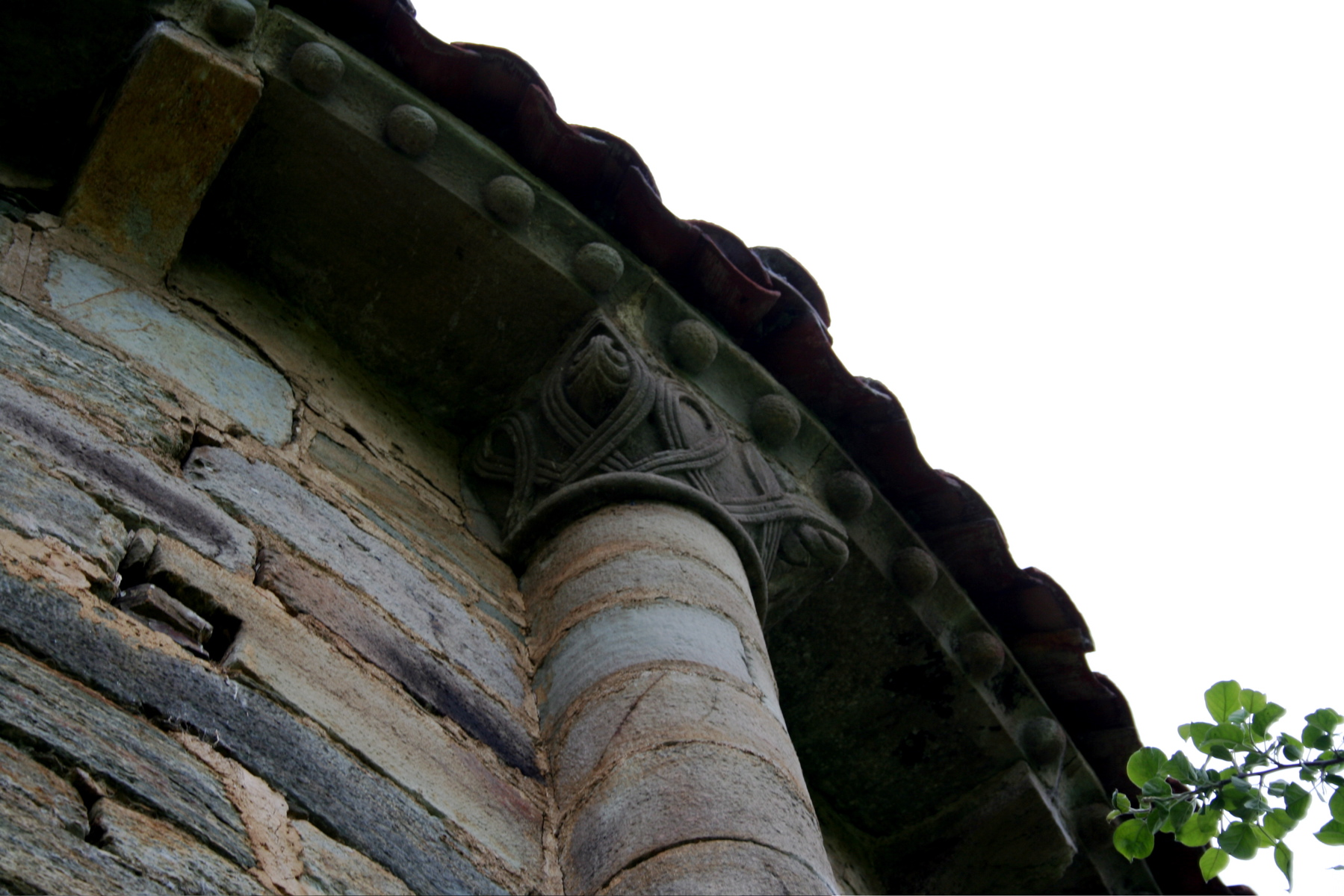
dettaglio dell'esterno del monastero